# فاطمه روحانی
فاطمه روحانی (زاده ۲۰ فروردین ۱۳۷۲ - شاهرود) تکواندوکار اهل کشور ایران است.
از افتخارات وی می‌توان به کسب مدال نقره وزن ۶۳ کیلوگرم در مسابقات نوجوانان غرب آسیا ۲۰۰۹، مدال طلا ۶۳ کیلوگرم در مسابقات نوجوانان تکواندو آسیا ۲۰۰۹، مدال برنز ۷۳ کیلوگرم در مسابقات تکواندو آسیا ۲۰۱۲ ویتنام و مدال طلای وزن ۷۳ کیلوگرم در بازی‌های همبستگی کشورهای اسلامی ۲۰۱۳ اندونزی اشاره کرد.
روحانی بعد از فوت مهسا امینی و اتفاقات سیاسی رخ داده در ایران، تصمیم به مهاجرت گرفت و سرانجام به کشور آلمان پناهنده شد.